# 217P/LINEAR
217P/LINEAR (też LINEAR 17) – kometa krótkookresowa, należąca do rodziny Jowisza. Jest to także obiekt typu NEO.

## Odkrycie
Kometa została odkryta 21 czerwca 2001 roku w ramach programu obserwacyjnego LINEAR.

## Orbita komety i właściwości fizyczne
Orbita komety 217P/LINEAR ma kształt elipsy o mimośrodzie 0,69. Jej peryhelium znajduje się w odległości 1,22 j.a., aphelium zaś 6,66 j.a. od Słońca. Jej okres obiegu wokół Słońca wynosi 7,83 roku, nachylenie do ekliptyki to wartość 12,88˚.
Jądro tej komety ma rozmiary maks. kilku km.